# Bisher habt ihr nichts gebeten in meinem Namen, BWV 87

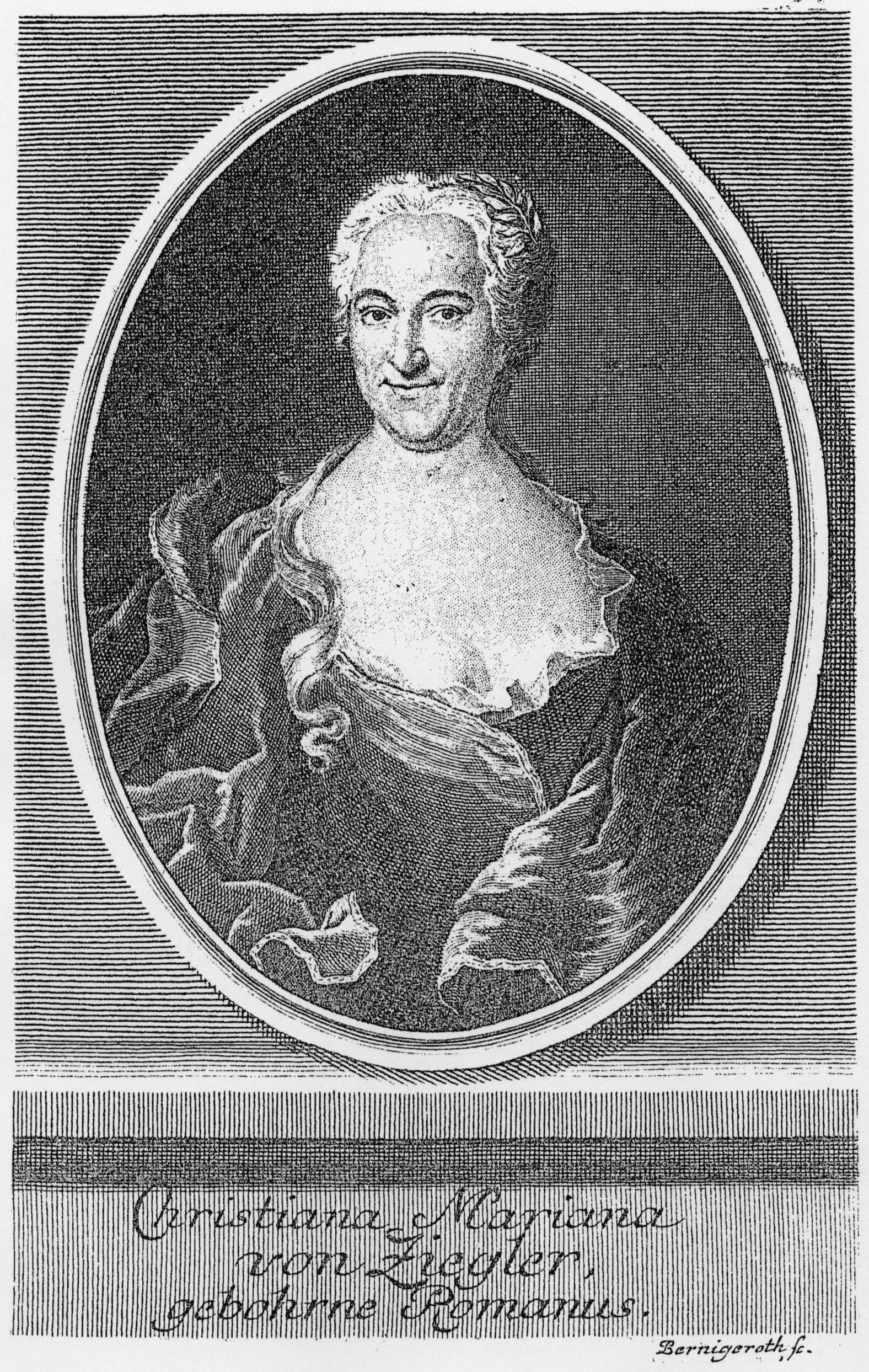
Christiana Mariana von Ziegler, autora del texto de la cantata.

Bisher habt ihr nichts gebeten in meinem Namen, BWV 87 (Hasta ahora no habéis pedido nada en mi nombre) es una cantata de iglesia escrita por Johann Sebastian Bach en Leipzig para el quinto domingo después de Pascua y estrenada el 6 de mayo de 1725.

## Historia
Bach compuso esta obra durante su segundo año como Thomaskantor en Leipzig para el quinto domingo después de Pascua, conocido como Rogate. Forma parte de su segundo ciclo anual de cantatas. La cantata fue interpretada por primera vez el 6 de mayo de 1725.

## Análisis

### Texto
Las lecturas establecidas para ese día eran de la epístola de Santiago, "sed hacedores de la palabra, y no tan solamente oidores" (Santiago 1:22-27), y del evangelio según San Juan, las plegarias se cumplirán, del discurso de despedida de Jesús (Juan 16:23-30).
Durante su segundo año Bach había compuesto cantatas corales entre el primer domingo después de la Trinidad y el domingo de Ramos, pero para Pascua volvió a cantatas basadas en textos más variados. Posiblemente esto fue debido a que se quedó sin libretista. La cantata es la tercera de nueve para el periodo entre Pascua y Pentecostés basadas en textos de Christiana Mariana von Ziegler. Sus cantatas de este tiempo trata sobre "el entendimiento de Jesús sufriendo en el contexto de la victoria y el amor, articulando cada vez más cómo es superada la aflicción del mundo", conforme a Eric Chafe.
El texto comienza, como muchos otros del periodo, con un solo para bajo como la vox Christi transmitiendo una cita del evangelio, el versículo 24. La poetisa la interpreta como un reproche. Las líneas finales del segundo movimiento, un aria, son una paráfrasis de otro versículo del evangelio. Un recitativo no es parte de la publicación editada. Alfred Dürr considera que Bach lo escribió él mismo para mejorar la conexión con la siguiente cita evangélica en el quinto movimiento. La autora empleó como coral de cierre la novena estrofa del himno "Selig ist die Seele" escrito por Heinrich Müller en 1659.

### Instrumentación
La obra está escrita para tres voces solistas (alto, tenor y bajo), un coro  a cuatro voces; dos oboes, dos oboes da caccia, dos violines, viola y bajo continuo.

### Estructura
Consta de siete movimientos.
1. Arioso (bajo): Bisher habt ihr nichts gebeten in meinem Namen
2. Recitativo (alto): O Wort, das Geist und Seel erschreckt
3. Aria (alto): Vergib, o Vater, unsre Schuld
4. Recitativo (tenor): Wenn unsre Schuld bis an den Himmel steigt
5. Arioso (bajo): In der Welt habt ihr Angst
6. Aria (tenor): Ich will leiden, ich will schweigen
7. Coral: Muß ich sein betrübet?

Al igual que en la cantata para la misma ocasión que Bach escribió en su primer año en Leipzig, Wahrlich, wahrlich, ich sage euch, BWV 86, el texto empieza con las palabras de Jesús del evangelio, cantadas por el bajo como vox Christi, acompañado por la cuerda que es doblada por los oboes. Formalmente es libre y sin título, pero recuerda a una fuga porque los instrumentos entran en imitación y la voz canta un tema similar.
Un recitativo secco conduce a una aria para alto con dos oboes da caccia obbligato. La oración por el perdón (Perdona, oh padre, nuestra culpa) es representada mediante motivos suspirantes. El segundo recitativo va acompañado por la cuerda y concluye en un arioso sobre las palabras Drum suche mich zu trösten (por lo tanto, consuélame). En el quinto movimiento el bajo transmite otra palabra de Jesús del evangelio, In der Welt habt ihr Angst; aber seid getrost, ich habe die Welt überwunden (En el mundo tendréis aflicción, mas confiad, yo he vencido al mundo). La música es seria, la voz acompañada solamente por el continuo, hace referencia a la Pasión como el precio por el "consuelo". 
Christoph Wolff indica que el "El énfasis casi como de himno a través la declamación medida en arioso... En el quinto movimiento central Bach reduce el acompañamiento al continuo, otro medio para subrayar la importancia de las palabras de Jesús". En respuesta, la última aria expresa alegría en el sufrimiento. Su carácter pastoral, generado por el ritmo con puntillo del compás de 12/8, ha sido comparado con la Sinfonía que da inicio a la segunda parte del Oratorio de Navidad, BWV 248 de Bach. El coral de cierre sobre la melodía del coral "Jesu, meine Freude" de Johann Crüger es un arreglo a cuatro voces.

## Discografía selecta
De esta pieza se han realizado una serie de grabaciones entre las que destacan las siguientes.
- 1959 – Les Grandes Cantates de J.S. Bach Vol. 5. Fritz Werner, Heinrich-Schütz-Chor Heilbronn, Pforzheim Chamber Orchestra, Hertha Töpper, Helmut Krebs, Franz Kelch (Erato)
- 1974 – Bach Cantatas Vol. 2. Karl Richter, Münchener Bach-Chor, Münchener Bach-Orchester, Anna Reynolds, Peter Schreier, Dietrich Fischer-Dieskau (Archiv Produktion)
- 1977 – J.S. Bach: Das Kantatenwerk Vol. 22. Nikolaus Harnoncourt, Tölzer Knabenchor, Concentus Musicus Wien, Paul Esswood, Kurt Equiluz, Ruud van der Meer (Teldec)
- 1981 – Die Bach Kantate Vol. 34. Helmuth Rilling, Gächinger Kantorei, Bach-Collegium Stuttgart, Julia Hamari, Aldo Baldin, Walter Heldwein (Hänssler)
- 1999 – Bach Edition Vol. 8 Cantatas Vol. 3. Pieter Jan Leusink, Holland Boys Choir, Netherlands Bach Collegium, Sytse Buwalda, Nico van der Meel, Bas Ramselaar (Brilliant Classics)
- 2000 – Bach Cantatas Vol. 25. John Eliot Gardiner, Monteverdi Choir, English Baroque Soloists, Robin Tyson, Steve Davisilim, Stephan Loges (Soli Deo Gloria)
- 2000 – J.S. Bach: Complete Cantatas Vol. 15. Ton Koopman, Amsterdam Baroque Orchestra & Choir, Bogna Bartosz, Jörg Dürmüller, Klaus Mertens (Antoine Marchand)
- 2006 – J.S. Bach: Cantatas Vol. 35. Masaaki Suzuki, Bach Collegium Japan, Robin Blaze, Makoto Sakurada, Peter Kooy (BIS)